# Skallvattenberget
Skallvattenberget är ett naturreservat i Åsele kommun i Västerbottens län.
Området är naturskyddat sedan 2009 och är 95 hektar stort. Reservatet omfattar toppen och de västra och norra delarna av Skallvattenberget. Reservatet består av grannaturskog med lövinslag.